# Урюпінська єпархія
Урюпінська єпархія (рос. Урю́пинская епа́рхия) — єпархія Російської православної церкви. Об'єднує парафії на території Алексєєвського, Даниловського, Єланського, Жирновського, Кіквідзенського, Кумилженського, Нехаєвського, Новоаннінського, Новомиколаївського, Ольховського, Руднянського, Серафімовичського, Урюпинського і Фроловського районів, а також міських округів Михайлівка, Урюпінськ і Фролово Волгоградської області. Входить до складу Волгоградської митрополії.

## Історія
Заснована рішенням Священного синоду Російської православної церкви 15 березня 2012 року шляхом відокремлення із складу Волгоградської і Камишинської єпархії. Адміністративно включена до складу Волгоградської митрополії.
Керуючим єпархією обраний ігумен Єлисей (Фомкін), клірик Волгоградської єпархії, висвячений 31 березня 2012 року.

## Благочиння
- Жирновське благочиння (Жирновський, Руднянський та Єланський район) — благочинний протоієрей Олександр Щичко.
- Михайлівське благочиння (міський округ місто Михайлівка та Даниловський район) — благочинний ієрей Вадим Марков.
- Новоаннінське благочиння (Новоаннінський, Алексєєвський і Кіквідзенський райони) — благочинний ієрей Борис Єрмаков.
- Урюпінське благочиння (міський округ місто Урюпінськ, Урюпінський, Новомиколаївський та Нехаєвський райони) — благочинний ієрей Олексій Маслов.
- Серафімовичське благочиння (Серафімовичський і Кумилженський район) — благочинний протоієрей Андрій Шаригін
- Фроловське благочиння (міський округ місто Фролово, Фроловський та Ольховський райони) — благочинний ієрей Володимир Тарасов.
- Монастирське благочиння — благочинний ігумен Петро (Ковальов Станіслав Володимирович).

## Монастирі
- Гусівський Богородице-Охтирський монастир (жіночий; село Гусівка, Ольховський район)[5]
- Усть-Медведицький Спасо-Преображенський монастир (жіночий; Серафімович)
- Кам'яно-Бродський Свято-Троїцький Білогірський монастир (чоловічий; Ольховський район)

Недіючі
- Краішевський Тихвінський монастир (жіночий; село Краішево, Єланський район)[6]
- Грязнухінський Свято-Троїцький монастир (жіночий; село Вишневе, Жирновський район)